# Sven Drühl
Sven Drühl (* 1968 in Nassau (Lahn)) ist ein zeitgenössischer deutscher Künstler und Kunstwissenschaftler.

## Leben und Werk
Von 1991 bis 1996 studierte er Kunst und Mathematik an der Universität-Gesamthochschule Essen. Seit 1997 hatte er Lehraufträge und hielt Gastvorträge an Hochschulen in Essen, Frankfurt am Main, Dresden und Leipzig. Für das Frühjahr 2011 übernahm eine Gastprofessur an der Chinesisch-Deutschen Kunstakademie in Hangzhou (ein Gemeinschaftsprojekt der Universität der Künste Berlin und der China Academy of Art Hangzhou).
Im Jahr 2002 hatte er seine erste museale Einzelausstellung in Leverkusen. Seitdem folgten Einzel- und Gruppenausstellungen in den USA, Großbritannien, Frankreich, Spanien, Norwegen, China, Korea, Taiwan und der Schweiz.
Als Kunstwissenschaftler promovierte er 2005 zum Thema „Der uniformierte Künstler“ an der Johann-Wolfgang-Goethe-Universität Frankfurt und seit dem Jahr 2000 veröffentlichte er als Gastherausgeber 12 Bände der Zeitschrift Kunstforum International zu so unterschiedlichen Themen wie Echtzeit, Gewalt, Idylle, Sport, Transgene Kunst, das Magische und Neue Abstraktion. Zuletzt gab er zusammen mit Christoph Tannert das zweibändige Künstler-Kompedium „Berlin.Status“ heraus, in dem über 100 nationale und internationale, in Berlin lebende Künstler der Jahrgänge 1973–1984 vorgestellt werden.
Drühl arbeitet im Bereich konzeptueller Malerei, er remixt und transformiert Gemälde der Kunstgeschichte und der zeitgenössischen Kunst. Die Arbeiten stehen in der Tradition der seriellen Kunst und der Appropriation Art. Als Erweiterung des Konzeptes entstehen großformatige Diptychen, Triptychen und Pentaptychen sowie Neon-Lichtwerke und seit 2019 Skulpturen in Bronze.
Sven Drühl ist Mitglied im Deutschen Künstlerbund. Er lebt in Berlin.

## Stipendien und Preise
- 2003: Stipendium X. Rohkunstbau[2]
- 2007: Falkenrot-Preis, Berlin[3]
- 2008: Grant der Pollock-Krasner-Foundation, New York[4]

## Einzelausstellungen (Auswahl)
- 2002: Die Aufregung, Museum Morsbroich, Leverkusen (Kat.) / Museum am Ostwall, Dortmund[5]
- 2003: Der Sieg der Trophäe, Künstlerverein Malkasten, Düsseldorf
- 2004: Poplieferanten, Flottmann-Hallen, Herne (mit Stefan Wissel, Kat.)
- 2005: Serielle Landschaften, Scharpf-Galerie/Wilhelm-Hack-Museum, Ludwigshafen
- 2006: artistic research, Zeppelin-Museum, Friedrichshafen / Museum der Stadt Ratingen (Kat.)[6]
- 2007: Falkenrot-Preis 2007, Künstlerhaus Bethanien, Berlin (Kat.)[7]
- 2008: Engineering Utopia, Galerie Michael Schultz, Berlin

Landscapism, Michael Schultz Gallery, Seoul, Korea (Kat.)
Black Paintings, Galerie der Stadt Remscheid
The Modernist, Galerie der Stadt Backnang
- 2010: Shades of Grey, Galleri S.E, Bergen, Norwegen (Kat.)
- 2011: Totentanz. Malerei und Skulptur, Hospitalhof Stuttgart (Kat.)[8]

Archiscapes, b-05, Montabaur
- 2012: Strategien gegen Architekturen, LEVY Galerie, Hamburg (Kat.)[9]
- 2012: ArchScape, Alexander Ochs Galleries, Berlin
- 2013: Sven Drühl: Werke 2001-2013, Von der Heydt-Kunsthalle, Wuppertal (Kat.)[10]
- 2013: Interpretation, Kunstverein Schwäbisch Hall
- 2014: Shin-Hanga Prolog, Alexander Ochs Galleries, Berlin
- 2015: Sven Drühl: Shin-Hanga – Japanische Landschaften, Stadtgalerie Kiel, Kiel (Kat.)[11]
- 2015: Sven Drühl: Shin-Hanga – Japanische Landschaften, Museum DKM, Duisburg
- 2016: Sven Drühl: Shin-Hanga – Japanische Landschaften, Kallmann-Museum, Ismaning
- 2016: Sven Drühl: Landscape Engineer, Galerie Conrads, Düsseldorf
- 2016: Sven Drühl: Simulationen – Landschaft jenseits der Wirklichkeit, Haus am Waldsee, Berlin[12]
- 2017: Sven Drühl: Simulationen – Landschaft jenseits der Wirklichkeit, Kunsthaus Nürnberg
- 2017: Sven Drühl: Simulacra, Galerie Tony Wuethrich, Basel[13]
- 2018: Sven Drühl: Painting Engineer, Neue Galerie Gladbeck, Gladbeck
- 2018: Sven Drühl: Mash-up, Kunstverein Coburg
- 2019: Sven Drühl: New Paintings, Galerie Conrads, Düsseldorf
- 2019: Sven Drühl: Floating Landscapes, Stiftung St. Matthäus, Berlin
- 2020: Sven Drühl: New Landscape 4.0, Bluerider Art, Taipeh, Taiwan[14]
- 2020: Sven Drühl: Apokryphe Landschaften, Marburger Kunstverein
- 2021: Sven Drühl: Apokryphe Landschaften, Kunsthalle Emden[15]
- 2021: Sven Drühl: Virtual Landscapes, Alexander Ochs Private, Berlin[16]
- 2022: Sven Drühl: Virtual Landscapes II, Galerie Tony Wuethrich, Basel[17]
- 2023: Sven Drühl: Apokryphe Landschaften, Märkisches Museum, Witten
- 2023: Sven Drühl: Öl, Lack und Bronze. Neue Landschaften, Ludwig Galerie Schloss Oberhausen
- 2023: Sven Drühl: Landscape engineering, Galerie Wolfgang Jahn, Landshut
- 2024: Metamodernism, KÖNIG BERLIN, Telegraphenamt, Berlin[18]
- 2024: All Over, Kunstverein Bamberg / Villa Dessauer, Bamberg[19]
- 2024: Sven Drühl: Künstler - Sammler -  Theoretiker / Faszination  19. Jahrhundert, Hans Erni Museum, Luzern[20]

## Museen und Sammlungen (Auswahl)
- Museum für Asiatische Kunst, Berlin
- Berlinische Galerie – Museum für moderne Kunst, Berlin
- Museum DKM, Duisburg
- Kunsthalle Emden
- Märkisches Museum Witten
- Museum Franz Gertsch, Burgdorf, Schweiz
- Museum Morsbroich, Leverkusen
- Situation Kunst, Bochum
- Museum der Stadt Ratingen
- Stadtgalerie Kiel
- Von der Heydt-Museum, Wuppertal
- ZKM Museum für Neue Kunst, Karlsruhe
- Stadt Essen
- Städtische Galerie Backnang
- Landesregierung Baden-Württemberg
- Allianz-Forum, Berlin
- Basler Versicherungen, Bad Homburg
- Cardia Collection, Porto, Portugal
- Sammlung COROPLAST, Wuppertal
- Sammlung Deutsche Bank
- E.ON Art Collection, Düsseldorf
- HypoVereinsbank, München
- Sammlung Kerber, Bielefeld
- Leinemann Stiftung, Berlin
- Sammlung Willi Michel, Bern, Schweiz
- Novartis, Basel, Schweiz
- Philara – Sammlung zeitgenössischer Kunst, Düsseldorf
- SØR Rusche
- Corporate Collection of UTM, Luxemburg
- Zhang Zhenqingn Collection, Shanghai, China